# Августу Радемейкер
Августу Аман Радемейкер Грюнвальд (порт. Augusto Hamann Rademaker Grünewald; 11 травня 1905 — 13 вересня 1985) — бразильський військовий і державний діяч, адмірал. Один із членів військової хунти 1969 року, що керувала Бразилією з 31 серпня до 30 жовтня 1969 року. За часів президентства Еміліу Гарастазу Медічі займав посаду віцепрезидента Бразилії (1969–1974).